# Hiérophanie
Une hiérophanie (du grec ancien ἱερός (hiéros), « sacré, saint » et φαίνειν (phainein), « rendre visible, faire connaître ») est une « manifestation du sacré, révélation d'une modalité du sacré ».
Le concept est dû à Mircea Eliade qui l'introduit dans son Traité d'histoire des religions, et il est issu du mot hiérophante. On le retrouve également dans plusieurs ouvrages d'Eliade, comme Le sacré et le profane.

## Manifestation du sacré

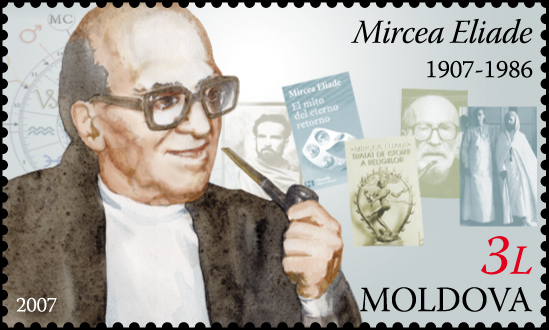
Mircea Eliade, à qui l'on doit le concept de hiérophanie.

Pour Mircea Eliade, l'homme connaît le sacré parce que celui-ci se montre à lui, et se présente alors comme quelque chose de tout à fait différent du profane. Et il précise que c'est « pour traduire l'acte de cette manifestation du sacré, [qu'il a] proposé le terme hiérophanie, qui est commode (...) : il n'exprime que ce qui est impliqué dans son contenu étymologique, à savoir que quelque chose de sacré se montre à nous. » Cette hiérophanie va du plus élémentaire — le sacré se révélant dans une pierre, un arbre — au plus élevé, qui est pour le chrétien l'incarnation de Dieu dans le Christ. Mais, précise-t-il, à chaque fois, c'est « la manifestation de quelque chose de "tout autre" ». 
Mais Eliade ajoute que toute hiérophanie — aussi élémentaire soit-elle — est un « paradoxe », car l'objet qui manifeste ainsi le sacré (une pierre, par exemple) devient autre chose, tout en restant lui-même, puisqu'il est toujours un élément du milieu physique qui l'entoure. Donc, d'un point de vue profane, rien ne distingue un arbre sacré des autres arbres. En revanche, pour celui à qui il se révèle comme objet sacré, il change de statut et « sa réalité immédiate se transmue (...) en réalité surnaturelle. » Mais alors, c'est la Nature entière, le cosmos, qui peut devenir une hiérophanie pour celui qui vit une expérience religieuse.

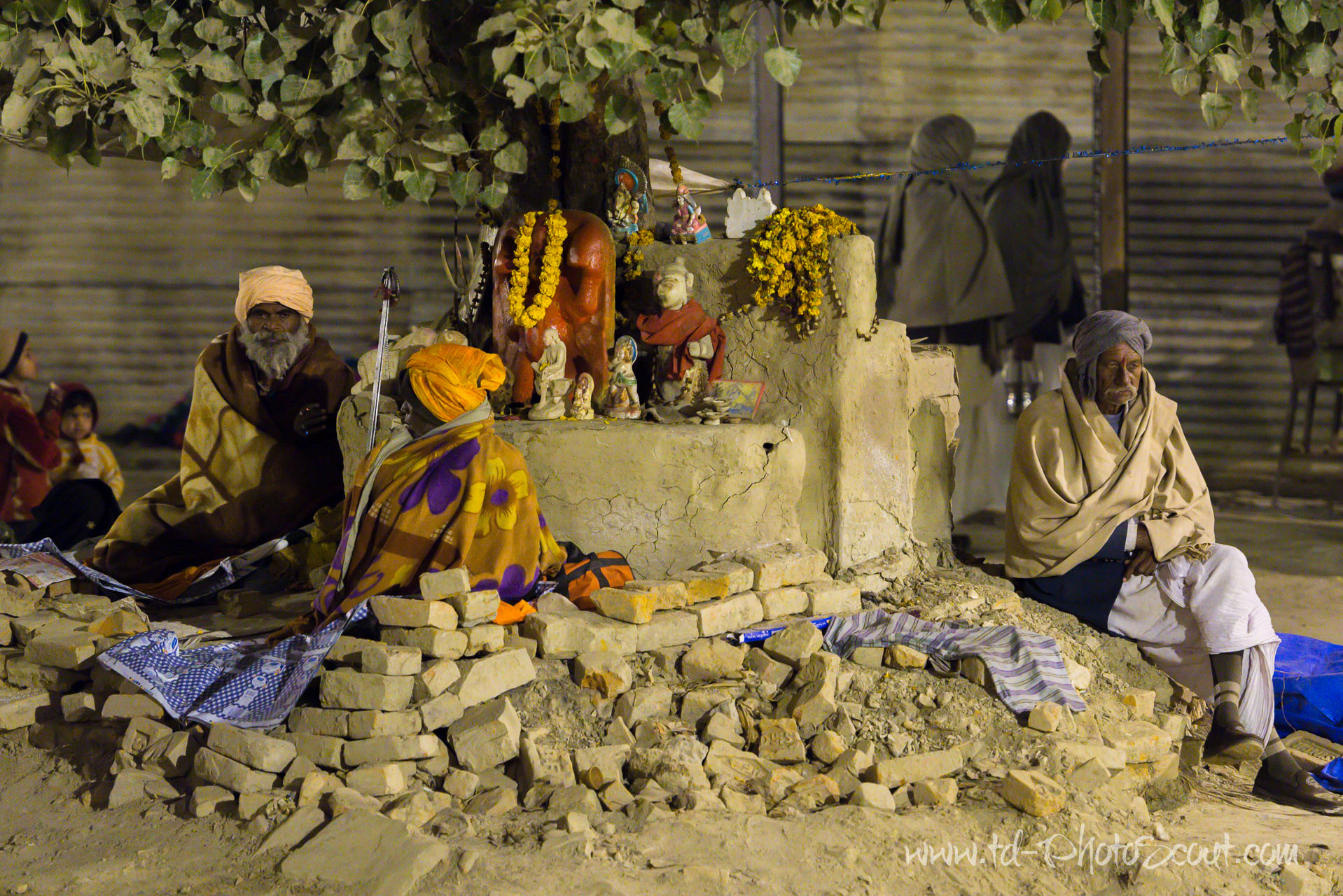
Vénération d'un arbre sacré. Allahabad, Kumbh Mela 2013. Allahabad

Et c'est ainsi que « dans l’étendue homogène et infinie, où aucun point de repère n’est possible, dans laquelle aucune orientation ne peut s’effectuer, la hiérophanie révèle un "point fixe" absolu, un  "Centre" ».
Fondamentalement, à l’origine de toute tradition religieuse se trouve, selon Mircea Eliade, un événement fondateur ou hiérophanie. La capacité d’une religion à évoluer reposera donc sur la manière plus ou moins souple dont cette hiérophanie est transmise par la tradition.

## Un point de vue bouddhiste
Pour Philippe Cornu, « le sacré n'est autre que la manifestation formelle et pure de la vacuité. Sa perception est avant tout une question de regard sur le monde, les phénomènes et les êtres, et il n'est pas éprouvé comme une valeur divine qui s'imposerait ou s'opposerait radicalement au profane (...). Ainsi, la hiérophanie, qui désigne la manifestation du sacré, consiste non pas en l’irruption d’une puissance numineuse extérieure dans le domaine profane, mais s’exprime dans un regard neuf sur ce qui nous entoure et sur nous-même, la vision pure. »